# ミドル・パッセージ

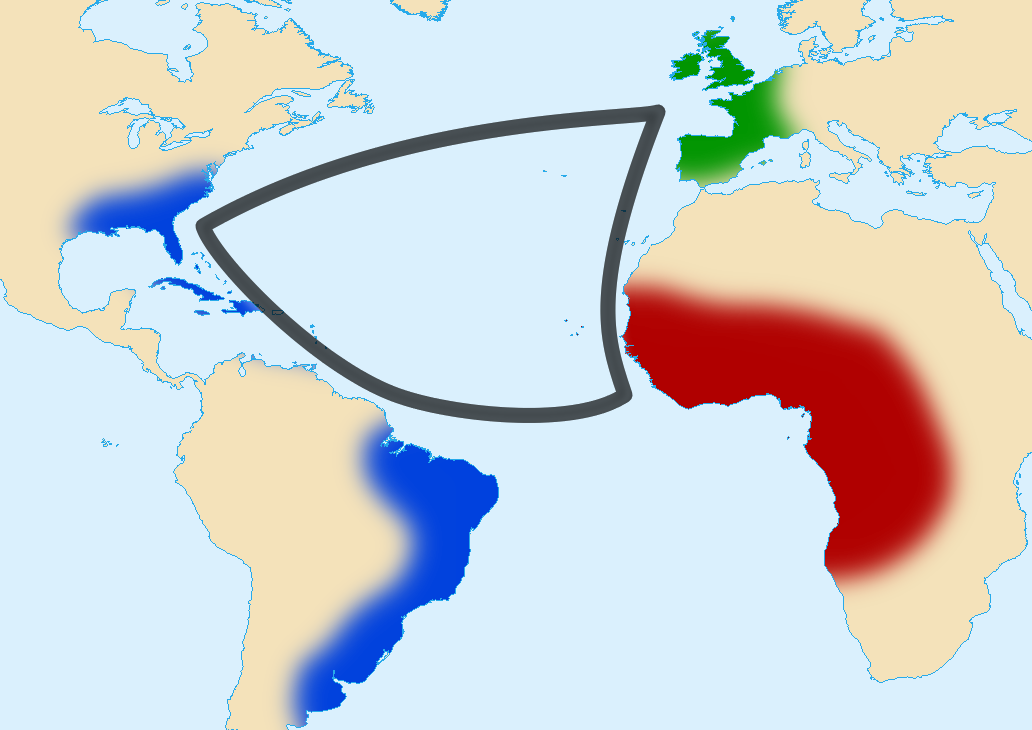
大西洋間三角貿易を示す概念図。三角形の一辺をなす、アフリカからアメリカへの航路を「ミドル・パッセージ」あるいは「中間航路」（the Middle Passage）という。

ミドル・パッセージ（英語: the Middle Passage）とは、大西洋間奴隷貿易において、アフリカの黒人奴隷たちを奴隷船に乗せて南北両アメリカ大陸へと運んだ道筋を指す言葉である。三角貿易の3地点を結ぶ航路のうち中間の一辺の航路であるため「中間航路」と翻訳される。なお、「中央航路」と呼ばれることもあるが左と右の航路があったわけではないため誤訳である。
何百万人ものアフリカの人々が「ミドル・パッセージ」を通って、南北両アメリカ大陸へと船上輸送された。奴隷船における黒人奴隷たちへの扱いが苛酷を極めたため、その15％がミドル・パッセージで死亡した。さらに多くの者がアフリカを発つ前、奴隷商人に拉致されるときや奴隷船への乗船を強制されるときなどに殺害された。最高で200万人のアフリカ人がミドル・パッセージ中に死亡したと考える歴史研究者もいる。それでも940万人から1200万人までの間のいずれかの数のアフリカ人がミドル・パッセージを生き延び、奴隷として南北両アメリカ大陸に到着した。

## 三角貿易
大西洋間奴隷貿易は、三つの異なる部分で成り立っていた。そのため「三角貿易」と呼ばれる。「ミドル・パッセージ」という呼び方は、三角貿易の中間の部分であったことに由来する。大西洋奴隷貿易の三つの部分は以下に挙げるものである。
ヨーロッパからアフリカへヨーロッパからアフリカへは、銃火器、火薬、衣類、ラム酒、完成財が船で運ばれた。アフリカでは、これらの品々と、奴隷として購入されたり拉致されたりしたアフリカの人々との交換が行われた。
アフリカから南北両アメリカ大陸へ（ミドル・パッセージ）アフリカの奴隷は奴隷船で南北両アメリカ大陸へ運ばれた。そこで売却か、砂糖、タバコ、綿花のような第一次産品との交換が行われた。これらの原材料は、他の奴隷が生産したものである。
南北両アメリカ大陸からヨーロッパへ南北両アメリカ大陸で手に入れた第一次産品はヨーロッパへと輸送され、製品の原材料となった。そして三角貿易は再び開始される。たとえば、綿花は衣服を製造するのに使われる。衣服をアフリカへ運べば、またもや奴隷と交換することができた。

## 奴隷船の旅

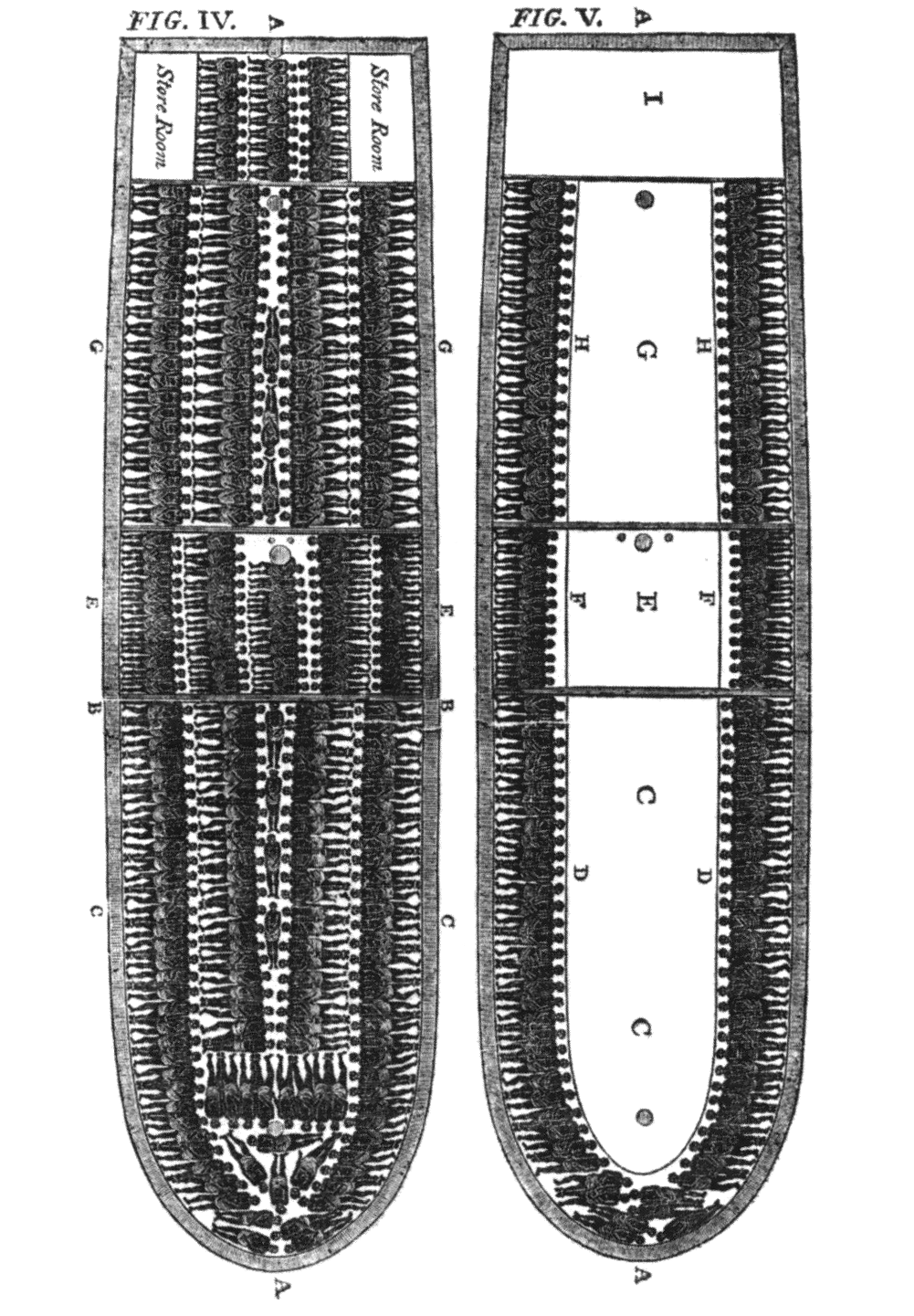
奴隷船の様子を示す図（イギリスの下院で配布された資料からの抜粋）

アフリカの奴隷たちは、拉致された後、通常は、西アフリカの沿岸にいくつか築かれた要塞まで歩かされ、そこでヨーロッパ人やアメリカ人の奴隷商人に売却された。奴隷船が到着するまで何ヶ月もの間、要塞の中で囚人のように待たされた。
奴隷たちが奴隷船に積み込まれる時には、できる限り奴隷同士の隙間が小さくなるように、すし詰めにされた。男性であればお互いの踵の部分を鎖で繋がれることもよくあった。ときおり、奴隷たちが日中に動き回ることを許されることもあったが、多くの船では航海の間中、奴隷たちを鎖でつないだままにした。
ミドル・パッセージを通る航海に要する日数は天候次第のところがあり、1ヶ月から6ヶ月かかった。時代が下るにつれ奴隷船が向上し、移送工程の短縮が可能になった。16世紀の平均移送期間は数ヶ月であったが、19世紀には多くの奴隷船が6週間未満でミドル・パッセージを横断した。

### 奴隷船の中の生活
通常、ミドル・パッセージの間の奴隷たちの取り扱いは酷いものだった。彼らは人間であるとは見なされず、「貨物」あるいは「製品」、つまり売り買いのできる物と見なされていた。
ミドル・パッセージにおいて奴隷たちに与えられた食べ物はごく僅かなものであった。どんなに条件の良い奴隷船であっても、マメ、トウモロコシ、ヤムイモ、コメ、パーム油程度が与えられたにすぎなかった。それでも毎日与えられるとは限らなかった。船乗りと奴隷のための食料が充分にない場合は、船乗りが先に食べ、奴隷は何も食べられない可能性があった。病気にかかっていそうな奴隷には一切食べ物を与えないという奴隷船もあった。ミドル・パッセージで大勢の奴隷が飢えと渇きのために死亡した。
奴隷たちはあまりにもぎゅうぎゅう詰めに押し込まれており、大小便の処理すらも行われなかったため、病気は瞬く間に蔓延した。もっとも一般的な病気は、赤痢、壊血病、天然痘、梅毒、麻疹であった。ミドル・パッセージで大勢の奴隷が病気のために死亡したが、移送距離が長ければ長いほど死亡する人数は増えた。また、多くの奴隷が食欲不振に陥った。
奴隷は水夫の命令に従わない場合はしばしば処罰を受けた。水夫たちが反抗的と見なした奴隷も同じだった。とにかくいろいろな理由で処罰を受けた。たとえば、病気になったり、あまりに劣悪な船内の環境により精神が参ってしまったりしてものが食べられない場合でも、殴られたり鞭で打たれたりした。最も重い処罰は、反乱を試みた奴隷に対してなされるものだった。ある奴隷船では、船長を殺して反乱を起こそうとしたとされた奴隷は、彼の心臓と肝臓を他の2人の奴隷に食べさせるという罰を受けた。
女性や子供の奴隷はしばしば水夫による強姦や性的虐待を受けた。

絵画資料集
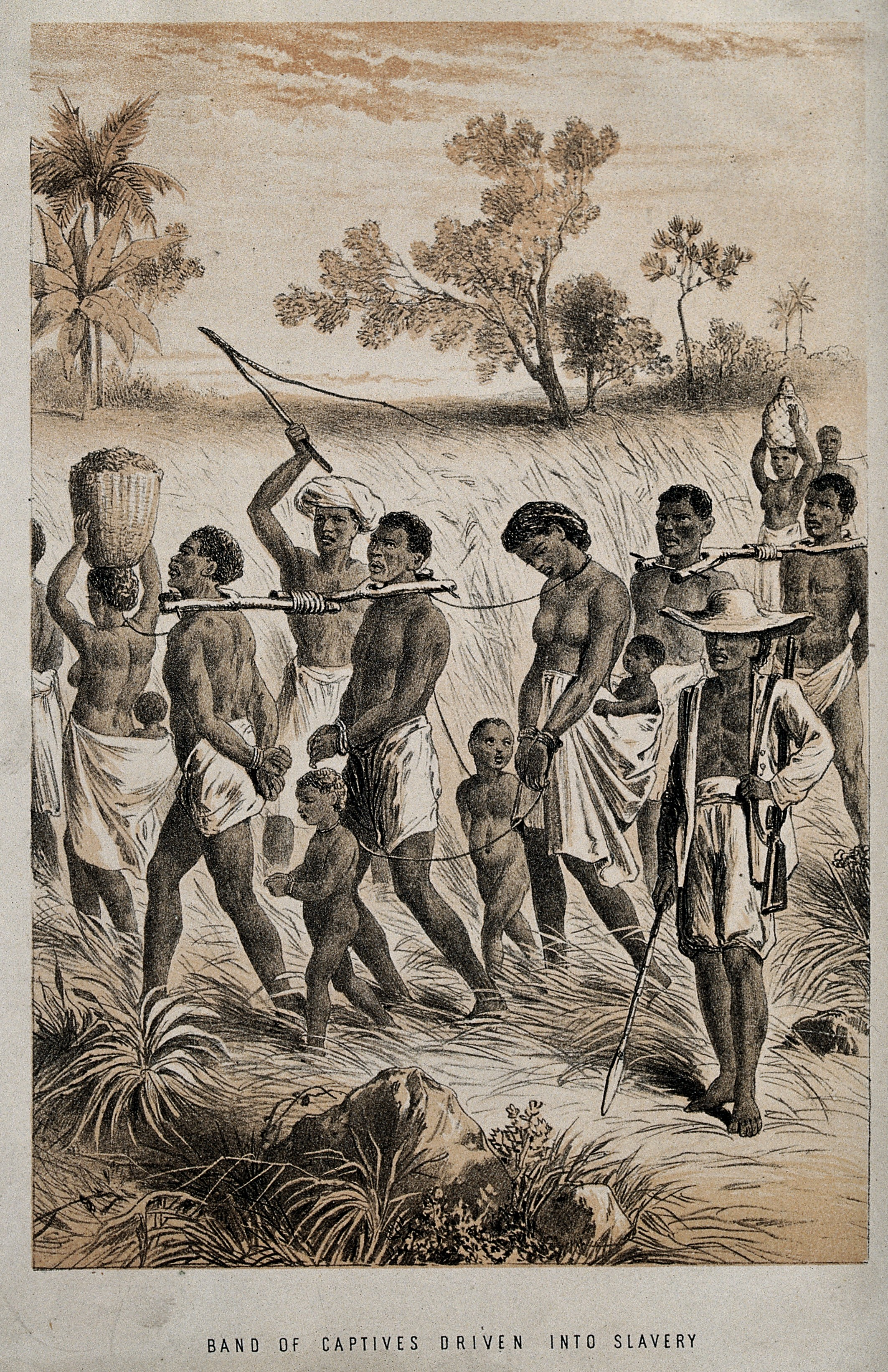
奴隷商人に売るために連行される男性、女性、子どもたちの一群
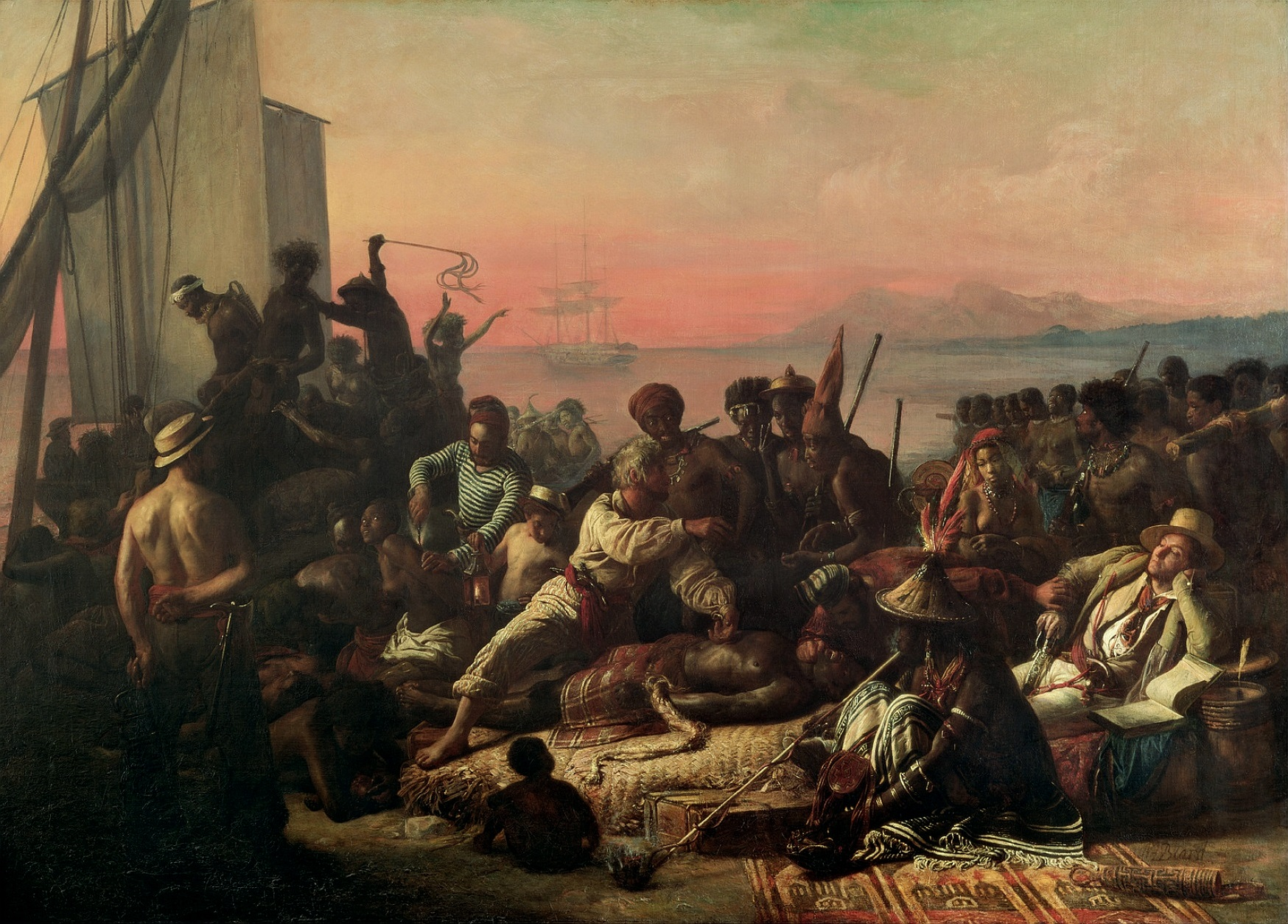
オーギュスト・フランソワ・ビアール（フランス語版）作「奴隷貿易（アフリカ西海岸の奴隷たち）」
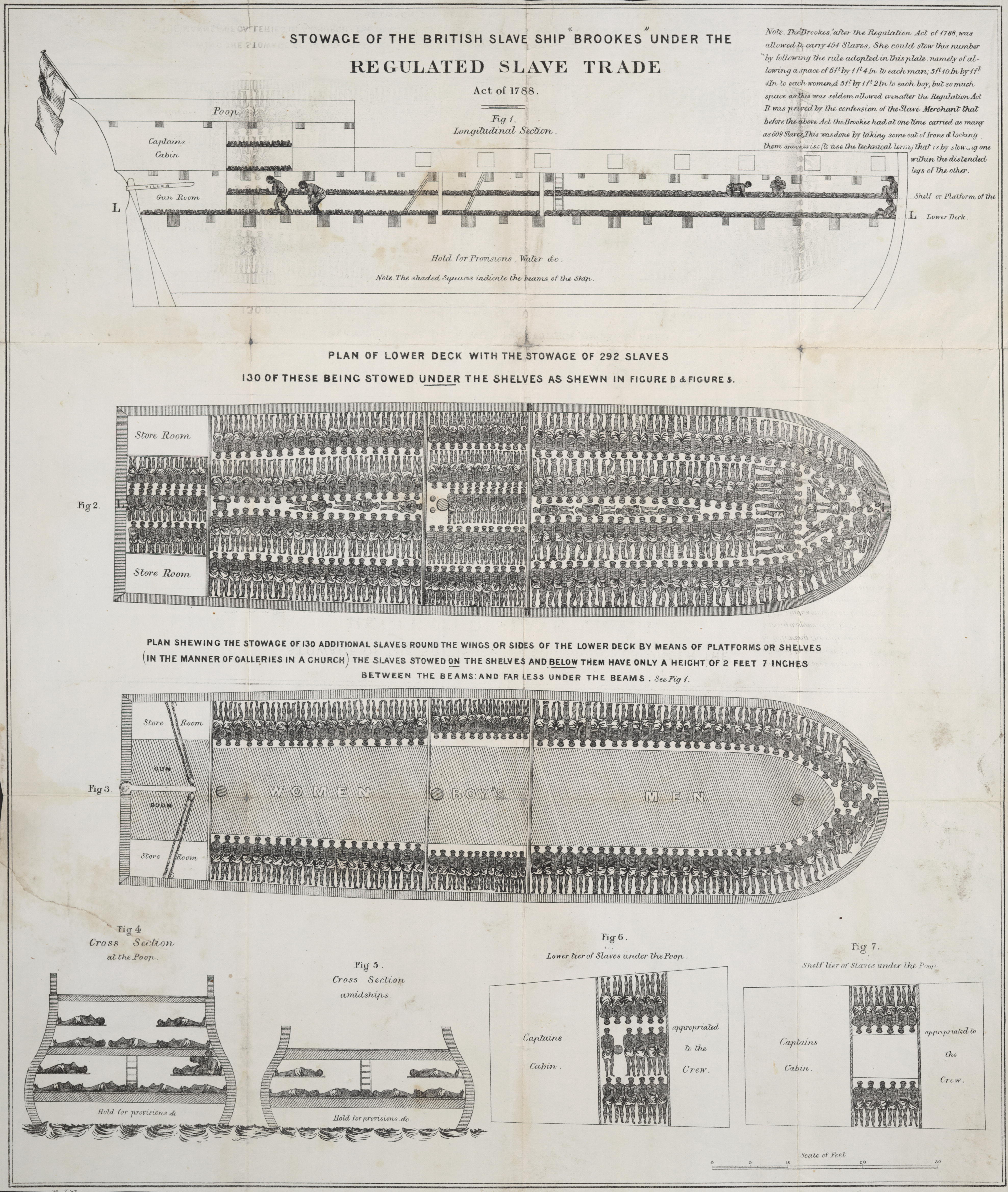
奴隷船ブルックス号（Brookes）の船内見取り図。4層もある巨大な船であった。
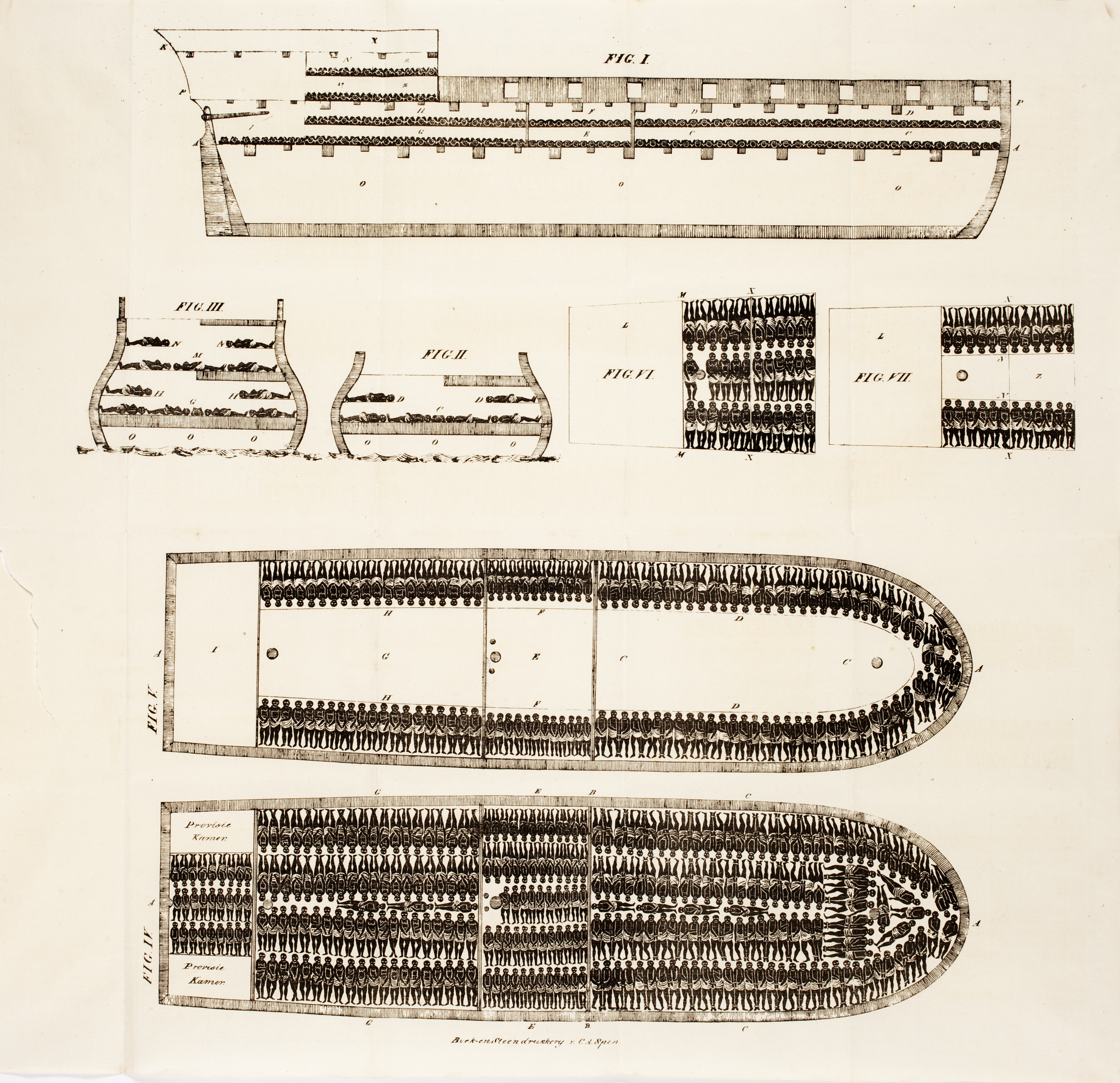
同左
すし詰め状態の奴隷たちの様子を示す絵
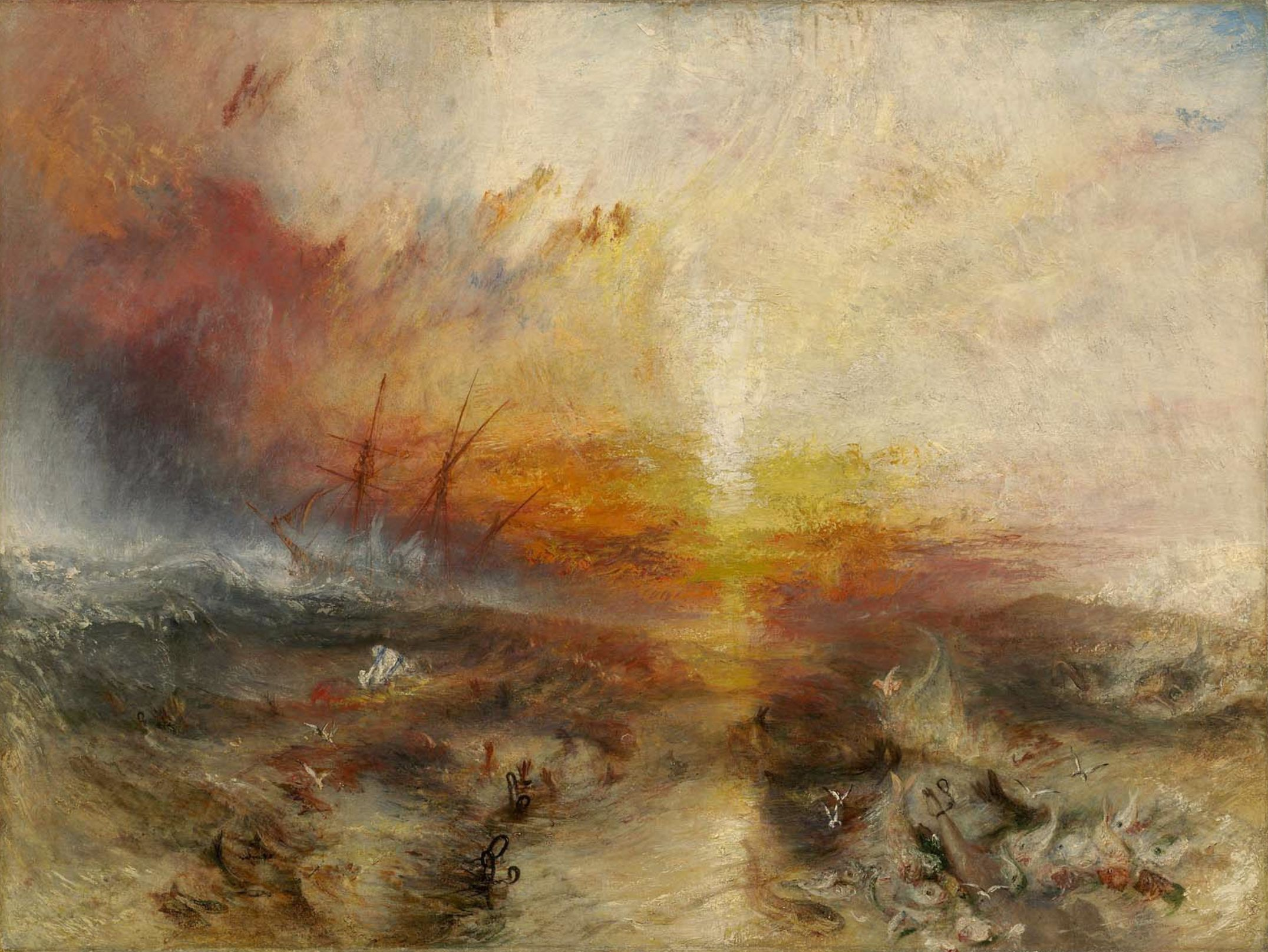
死んだ奴隷又は死にかけの奴隷を海に投げ捨てる様子を描いた油絵。ターナー作。
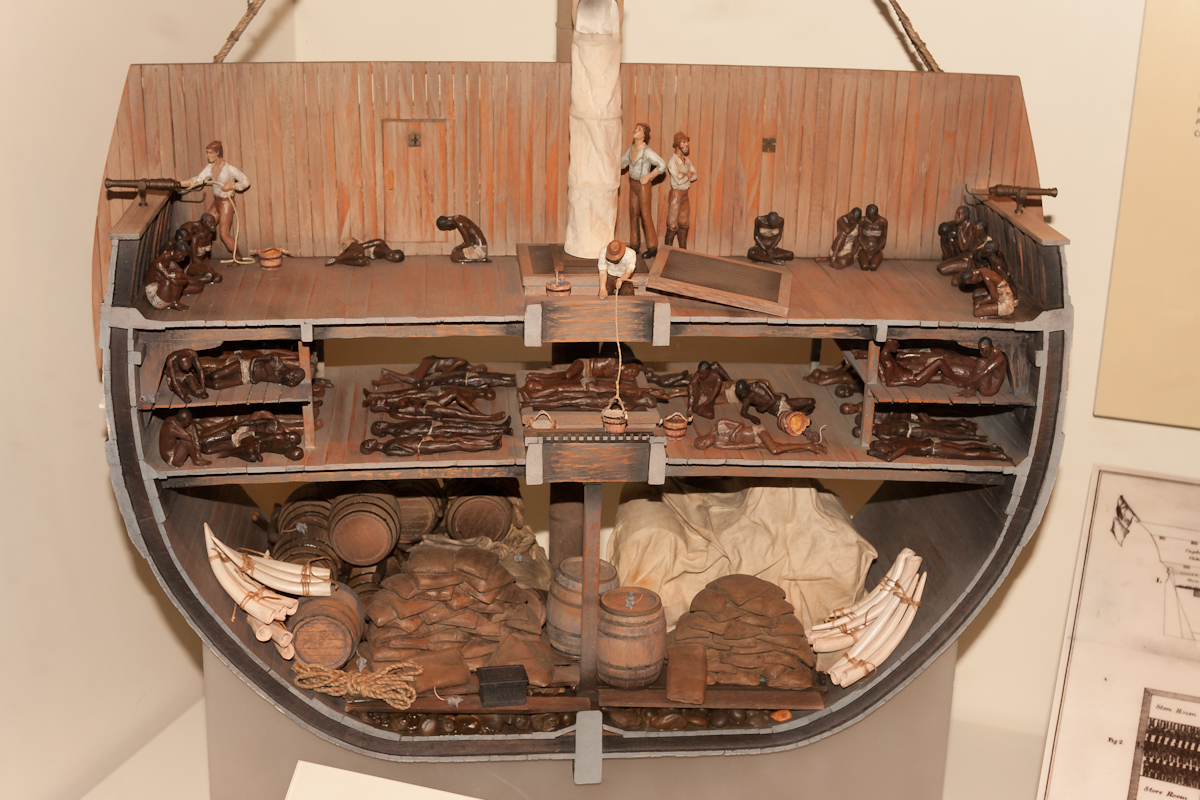
国立アメリカ歴史博物館に展示されている奴隷船の断面模型

## 奴隷貿易の担い手
三角貿易には多様な活動主体が関わっていた。

### ヨーロッパ列強
奴隷貿易のほとんどを支配していた国々は、当時、非常に強勢を誇っていた以下に挙げるヨーロッパの国々である。
- ポルトガル[注釈 1]
- イングランド[注釈 2]
- スペイン
- フランス
- オランダ[注釈 3]
- デンマーク
- スウェーデン[注釈 4]
- ブランデンブルク[注釈 5]

北米、ブラジル、カリブ海の諸地域の奴隷商人もまた、奴隷貿易の一端を担っていた。
時代によって奴隷貿易の勢力図にも変遷があった。1440年から1640年までの200年間はポルトガルがほぼ完全に奴隷貿易を独占していたが、ヨーロッパのパワーバランスに変化が起き、18世紀までには英国が飛び抜けて強力になった。18世紀を通してトータルで600万人のアフリカ人がミドル・パッセージ上を運ばれていったが、イギリスの奴隷商人はそのうちの250万人の輸送を実行した。

### アフリカ人たち
アフリカの奴隷たちの多くは以下に挙げる8つの地域から供給された。
- セネガンビア（現在のセネガルとガンビアにあたる地域）
- 上部ギニー
- 風上海岸（現コートジボワール）
- 黄金海岸（現ガーナ）
- ベニン湾
- ビアフラ湾
- 中部アフリカの西海岸部
- アフリカ大陸の南東部（マダガスカル島やモザンビークの沿岸部）

### 奴隷商人
大西洋間奴隷貿易は非常に利潤の高い交易であった。18世紀後半においては、丈夫な男の奴隷であれば600ドルから1,500ドルでの売却が可能であった（現在の貨幣価値で9,000ドルから15,000ドル程度）。そのため、アフリカで人さらいをして奴隷として売るという商売はますます人気が高まった。専門家の歴史研究によると、アフリカに割拠した武装集団の頭領たちや、王たちや、人さらい業者たちのすべてが、人々を拉致して奴隷に落とすというサイクルに加担していたという。奴隷狩りを実行した人々の中にはヨーロッパ人も、アメリカ人も、アフリカ人もいた。